# 野中悠太郎
野中 悠太郎（のなか ゆうたろう、1996年12月29日 - ）は、日本中央競馬会（JRA）・美浦トレーニングセンター所属の騎手。福岡県北九州市出身。

## 来歴
2012年に競馬学校騎手課程に入学（第31期）。
2015年3月に美浦・根本康広厩舎から騎手デビュー。同年7月19日の福島1R（2歳未勝利）で自厩舎のキャラメルサレに騎乗して1着となり、初騎乗から90戦目で待望の初勝利を挙げた。
2016年には自厩舎に新人女性騎手の藤田菜七子が所属し、野中と兄弟子の丸山元気から見て藤田は妹弟子となる。1年目に4勝だった勝利数は、2年目で二桁に乗せて11勝となった。
2017年は13勝を挙げた。同年6月にはフランスのシャンティイ競馬場で行われた若手騎手招待競走にJRA代表として参加し、14頭立ての2着となった。この経験を機に、海外での武者修行の希望を師匠の根本に伝え、2018年3月19日から10月にかけてアイルランドのジョニー・ムルタ厩舎を受け入れ先として長期遠征を行うことになった。遠征中は勝ち星こそ挙げられなかったものの、名門エイダン・オブライエン厩舎の調教に携わるなど、貴重な経験を積んだ。
2018年10月24日にアイルランドから帰国。10月27日の東京開催より日本での騎乗を再開する。
2022年1月11日、7歳年上の一般女性と結婚。
2023年1月6日、通算100勝を達成した。

## 人物
人気薄の馬を3着以内に持ってくる事が多いため、競馬ファンからは穴太郎の愛称で親しまれている。

## 騎乗成績

### 概要
|            | 日付          | 競馬場・開催     | 競走名           | 馬名             | 頭数 | 人気 | 着順 |
| ---------- | ------------- | ---------------- | ---------------- | ---------------- | ---- | ---- | ---- |
| 初騎乗     | 2015年3月1日  | 2回中山2日目6R   | 3歳未勝利        | タマヨリモハヤク | 15頭 | 8    | 14着 |
| 初勝利     | 2015年7月19日 | 2回福島6日目1R   | 2歳未勝利        | キャラメルサレ   | 14頭 | 6    | 1着  |
| 重賞初騎乗 | 2016年9月18日 | 4回中山4日目11R  | セントライト記念 | ネイチャーレット | 12頭 | 11   | 4着  |
| GI初騎乗   | 2022年5月22日 | 2回東京10日目11R | 優駿牝馬         | ラブパイロー     | 17頭 | 17   | 15着 |

### 年度別成績
野中悠太郎の年度別成績（netkeiba.com）を参照